# セシル・ウェルド＝フォレスター (第3代フォレスター男爵)

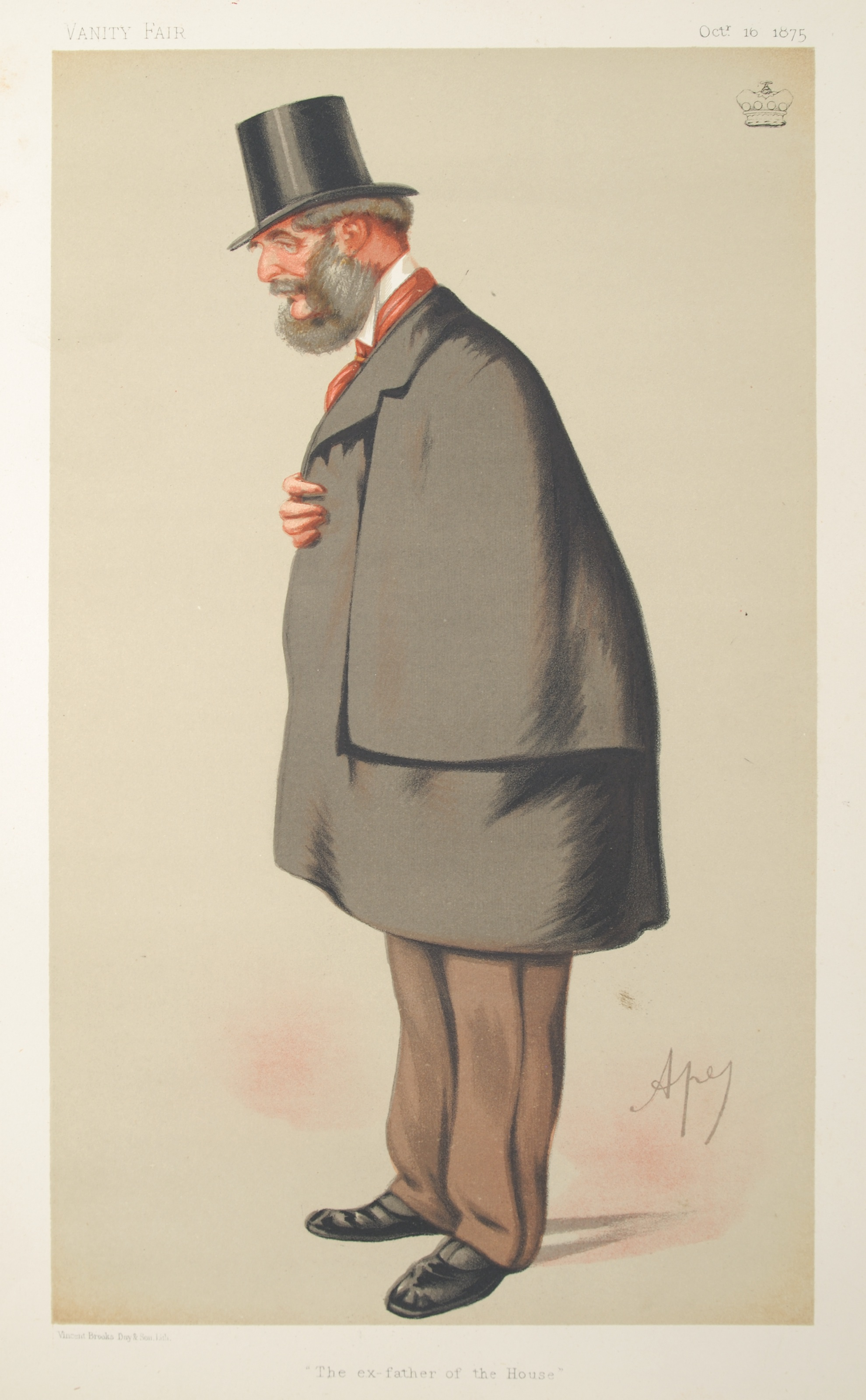
『バニティ・フェア』1875年10月16日号におけるカリカチュア、カルロ・ペレグリーニ画。

第3代フォレスター男爵ジョージ・セシル・ウェルド・ウェルド＝フォレスター（George Cecil Weld Weld-Forester, 3rd Baron Forester PC、1807年5月10日 – 1886年2月14日）は、イギリスの貴族、トーリー党（のち保守党）の政治家。1828年の補欠選挙で庶民院議員に当選したのち、1830年から1874年まで13回の総選挙で再選し、1850年代の保守党内閣では王室監査官も務めた。ファーストネームのうち主に「セシル」を使用した。

## 生涯
セシル・フォレスター（1811年にウェルド＝フォレスターに改姓、1821年にフォレスター男爵に叙爵）と妻キャサリン・メアリー（Katherine Mary、1779年4月29日 – 1829年5月1日、第4代ラトランド公爵チャールズ・マナーズの娘）の息子として、1807年5月10日にシティ・オブ・ウェストミンスターのサックヴィル・ストリートで生まれ、6月11日にピカデリーのセント・ジェームズ教会で洗礼を受けた。同年に兄ジョン・ジョージとともにシュルーズベリーでジョージ王太子（のちの国王ジョージ4世）を代父として再び洗礼を受けた。1818年から1822年までウェストミンスター・スクールで教育を受けた。父が1822年5月に初代ウェリントン公爵アーサー・ウェルズリーにセシルのロイヤル・ホース・ガーズのコルネット（騎兵少尉）への任命を申請した結果、セシルは1824年5月27日に任命を受けた。1826年8月1日、中尉への辞令を購入して昇進した。
1828年5月に成人したが、その月のうちに父が死去して、ウェンロック選挙区選出の庶民院議員だった兄ジョン・ジョージが爵位を継承して貴族院に移籍した。フォレスター家は16世紀のヘンリー8世の治世よりウェンロック選挙区で少なくとも1議席を掌握している家系だったが、父は1822年7月の有力者ポール・トムソンとの妥協により、次の選挙（1826年イギリス総選挙）の1度限りでトムソンを2人目の議席に推薦した。そのうえ、兄が選挙区管理を軽視したが、セシルは兄の貴族院移籍に伴う補欠選挙で反対されず、無投票で庶民院議員に当選した。
庶民院議員に就任するとトーリー党政権を支持し、1830年2月に国王ウィリアム4世の寝室宮内官に任命された。1829年にカトリック解放に反対したが、1830年イギリス総選挙では対立候補の動きが実現せず、セシルが無投票で再選した。1831年2月23日に寝室宮内官を辞任して、政府支持の義務をなくすと、同年3月から4月にかけてホイッグ党内閣の第1次選挙法改正に反対した。その後、選挙法改正の失敗による1831年イギリス総選挙で無投票で再選した。
1831年に再選した後も引き続き選挙法改正に反対、1832年10月に新聞で「規則正しく投票するが、まったく発言しない」と報じられた。1832年イギリス総選挙は激しい選挙戦になったが、セシルは448票でトップ当選、2議席目もトーリー党が確保した。1835年イギリス総選挙でも519票でトップ当選した後、1837年、1841年、1847年、1852年、1857年、1859年、1865年、1868年の総選挙において無投票で再選、1874年イギリス総選挙で1,708票（得票数1位）を得て再選した。
1852年の第一次ダービー伯爵内閣において、1852年2月27日に王室監査官に任命され、同日に枢密顧問官に就任した。内閣が倒れるとともにセシルも1853年1月に退任した。第二次ダービー伯爵内閣では1858年2月26日に王室監査官に任命され、1859年6月に辞任した。
陸軍では1832年7月6日に大尉への辞令を購入して昇進した後、1846年11月9日に少佐への名誉昇進辞令を得た。1848年9月19日に少佐・中佐（陸軍における中佐、連隊における少佐）への辞令を購入して正式に昇進、1853年9月2日に正式の中佐に昇進した。1854年11月2日に大佐への名誉昇進辞令を得たが、1859年9月30日に半給の歩兵（配属連隊なし）に転じた。1863年1月29日に少将、1871年10月25日に中将、1877年10月1日に大将に昇進した。
1874年10月10日に兄が死去すると、フォレスター男爵位を継承し、46年にわたる庶民院議員歴を終えた。
1883年時点でシュロップシャーに14,891エーカー、スタッフォードシャーに724エーカーの領地を所有し、合計で年収22,581ポンドに相当した。
1886年1月に怪我したのち、2月14日にロンドンのカールトン・ガーデンズ3号で死去、シュロップシャーのウィリーで埋葬された。弟オーランド・ワトキンが爵位を継承した。

## 家族

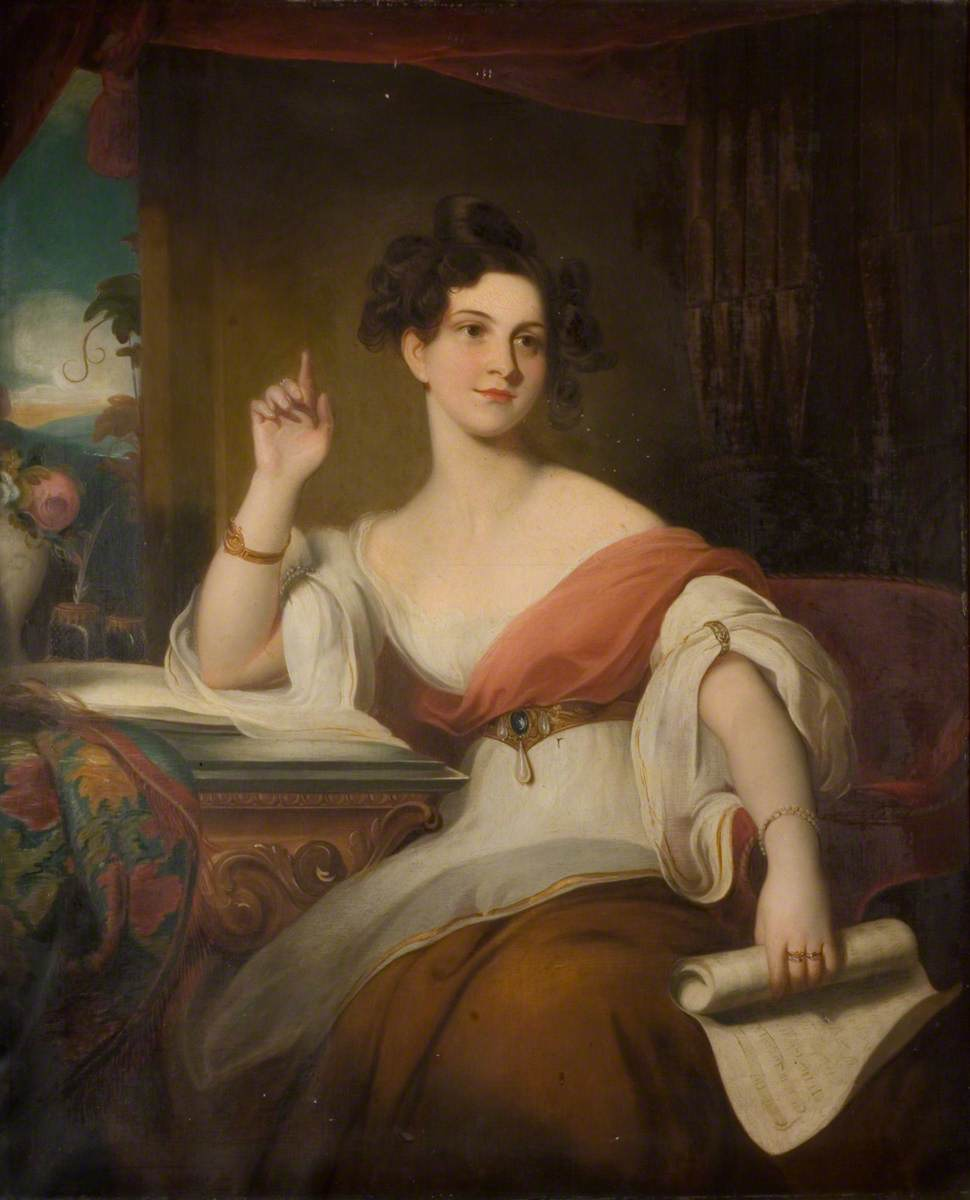
妻メアリー・アン、1834年。

1862年11月8日にメアリー・アン・ソンブレ（Mary Anne Sombre、1895年3月7日没、第2代セント・ヴィンセント子爵エドワード・ジャーヴィスの娘、デイヴィッド・ソンブレの未亡人）と結婚したが、2人の間に子供はいなかった。